# Arquillos
Arquillos é um município da Espanha na província de Jaén, comunidade autónoma da Andaluzia, de área 65 km² com população de 1985 habitantes (2006) e densidade populacional de 30,54 hab./km².

## Demografia
| Variação demográfica do município entre 1991 e 2004 | Variação demográfica do município entre 1991 e 2004 | Variação demográfica do município entre 1991 e 2004 | Variação demográfica do município entre 1991 e 2004 |
| --------------------------------------------------- | --------------------------------------------------- | --------------------------------------------------- | --------------------------------------------------- |
| 1991                                                | 1996                                                | 2001                                                | 2004                                                |
| 1703                                                | 1900                                                | 1911                                                | 1962                                                |